# ЛДУ Кіто
«ЛДУ Кі́то» (ісп. Liga Deportiva Universitaria de Quito) — еквадорський футбольний клуб з Кіто. Заснований 11 січня 1930 року.

## Досягнення
- Чемпіон Еквадору (11): 1969, 1974, 1975, 1990, 1998, 1999, 2003, 2005 Апертура, 2007, 2010, 2018
- Володар Кубка Еквадору (1): 2019
- Володар Суперкубка Еквадору (3): 2020, 2021, 2025
- Володар Кубка Лібертадорес (1): 2008
- Володар Південноамериканського кубка (2): 2009, 2023
- Переможець Рекопи Південної Америки (2): 2009, 2010